# Zooland Records
Zooland Records es un sello alemán de Hands Up Music, edición de música en vinilo. Creado por los productores Yann Peifer Yanou y Manuel Reuter DJ Manian, fue la primera etiqueta en producir exclusivamente Hands Up!. Zooland es la mayor compañía discográfica que domina el mercado europeo musical Eurodance y sus artistas están siendo muy aclamados en Sudamérica trasformándose en una empresa global. Sus proyectos musicales más grandes son actualmente Cascada, R.I.O. (feat. U-Jean), ItaloBrothers y Manian.

## Artistas/DJs
- Andy López (Andres Ballinas)
- Cascada (Manuel Reuter, Yann Peifer, Natalie Horler)
- Carlprit
- Crystal Lake (Alex Moerman, Paul Gorbulski)
- DJ Manian (Manuel Reuter)
- Dan Winter (Daniel Winter)
- Italobrothers (Zacharias Adrian, Christian Müller, Mathias Metten)
- Rob Mayth (Robin Brandes)
- Tune Up! (Manuel Reuter, Yann Peifer)

## Artistas
- Basslovers United
- Cascada
- Crystal Lake
- Dan Winter
- Dave Darell
- Gabry Ponte
- Italobrothers
- DJ Manian
- Manox
- Monday 2 Friday
- R.I.O.
- Rob Mayth
- Spencer & Hill
- Yanou

## Discografía
- ZOO001 Cascada - How Do You Do
- ZOO002 Cascada - How Do You Do (Remixes)
- ZOO003 Andy López - Noche Del Amor
- ZOO004 Marco Juliano - I Wanna Be A Star
- ZOO005 Deepforces -Harder
- ZOO006 Tune Up! - Feel Fine / Have You Ever Been Mellow
- ZOO007 Cascada - A Neverendig Dream
- ZOO008 DJ Manian vs. Tune Up! - Rhythm & Drums / Bounce
- ZOO009 Cascada - Everytime We Touch (Album)
- ZOO010 Pimp! Code - Body Language EP
- ZOO011 Tom Mountain - Little Respect
- ZOO012 Zooland Italo EP Vol. 1
- ZOO013 Cascada - Ready For Love EP
- ZOO014 Cascada - Remix EP
- ZOO015 Cerla vs. Manian - Jump!
- ZOO016 Yanou - King Of My Castle
- ZOO017 Kim Sozzi - Break Up
- ZOO018 Yanou - King Of My Castle (Remixes)
- ZOO019 Deepforces - Shokk EP
- ZOO020 Liz Kay - When Love Becomes A Lie
- ZOO021 Tune Up! & Friends - EP
- ZOO022 Eliess - Don't Stop Till You Get Enough
- ZOO023 Cascada - Truly Madly Deeply
- ZOO024 Comiccon - Komodo 2007
- ZOO025 Pimp! Code - Wicked Body Moves / Like A Rocket
- ZOO026 Liz Kay - Castles In The Sky
- ZOO027 ItaloBrothers - Counting Down The Days EP
- ZOO028 Dan Winter & Mayth - Dare Me
- ZOO029 Pimp! Code - You Know / Raise Your Head Up!
- ZOO030 Manian feat. Aila - Heaven (MP3-Release)
- ZOO031 Manian feat. Aila - Turn The Tide
- ZOO032 Cascada - What Hurts The Most
- ZOO033 Comiccon - Luvstruck
- ZOO034 Dan Winter - Carry Your Heart
- ZOO035 Cascada - What Do You Want From Me?
- ZOO036 Liz Kay - True Faith
- ZOO037 Manian - Hold Me Tonight
- ZOO038 Deepforces - Wake Up
- ZOO039 Ultrabeat - The Album EP
- ZOO040 Cascada - Because The Night
- ZOO041 Dan Winter - Get This Party Started
- ZOO042 Rob Mayth - Herz an Herz / Heart to Heart

## Zoo Groove (Label Electro / House de grupo)
- ZoGro 001 Bump - I'm Rushin
- ZoGro 002 Yanou feat. Liz - King Of My Castle
- ZoGro 003 Yanou - The Sun Is Shining
- ZoGro 004 MYPD - You're Not Alone
- ZoGro 005 ZooGroove Remix Edition Vol. 1
- ZoGro 006 R.I.O. - Rio
- ZoGro 007 DJ Tom - Rock On
- ZoGro 008 Cascada - What Hurts The Most (House Remixes)
- ZoGro 009 Yanou feat. Mark Daviz - A Girl Like You
- ZoGro 010 Lowrider - Cool
- ZoGro 011 MYPD - Aint That Enough
- ZoGro 012 Dj Tom & Bump N' Grind - So Much Love To Give
- ZoGro 013 R.I.O. - Shine On
- ZoGro 014 Yanou - Children Of The Sun
- ZoGro 015 Stereo Palma - Dreaming
- ZoGro 016 Dave Darell - Children